# Артіс Пабрікс
Артіс Пабрікс (латис. Artis Pabriks; нар. 22 березня 1966, Юрмала) — латвійський державний діяч. Дипломат.

## Біографія
Народився 22 березня 1966 року в місті Юрмала (Латвія). У 1992 закінчив Латвійський університет, історичний факультет. Володіє латвійською, англійською, російською, німецькою, данською мовами. Доктор філософії в політології (1996). Професор.
З 1994 — лектор в університеті Aarhus, Данія.
З 1988 по 1990 — асистент кіноархіву Академії Наук Латвії.
З 1995 по 1999 — читав лекції в Латвійському університеті.
З 1996 по 1997 — перший Ректор Відземської вищої школи.
З 1996 по 2001 — асистент-професор Відземської вищої школи.
З 2001 — доцент у Відземській вищій школі, викладач політології.
З 2001 по 2003 — політичний аналітик в Латиському Центрі прав людини і етнічних досліджень.
З 2002 — заступник латвійського представника в Раді Європи.
З 2002 — член редколегії журналу «Балтійський Огляд»
З 2003 по 2004 — політичний консультант.
З 2004 — депутат латвійського парламенту, голова Комісії у закордонних справах.
З 2004 по 2007 — Міністр закордонних справ Латвії.
З 2006 — професор у Відземській вищій школі.
З 2009 по 2010 — відвідуючий професор в босфорському Університеті (Стамбул).
З 2010 — Заступник Прем'єр-міністра Латвії, міністр оборони Латвії.

## Нагороди
- Орден «За заслуги» I ст. (Україна, 4 листопада 2022) — за вагомий особистий внесок у зміцнення міждержавного співробітництва, підтримку державного суверенітету та територіальної цілісності України, популяризацію Української держави у світі.[2]

## Публікації
- Ethnic Inequalities and Public Sector Governance, in Yusuf Bangura. Basingstoke, 2006.
- Do Bridges Unite?, Turkish Policy Quarterly (ed.D. Nigar Goksel), Fall 2006.
- A Small Political Lexicon, Zvaigzne ABC, Riga, 2006.
- Ethnic Limits of Civil Society: The Latvian Case, in Norbert Goetz and Jorg Hackmann (Eds.) Civil Society in the Baltic Sea Region. Ashgate, 2003.
- Occupational Representation and Ethnic Discrimination In Latvia. LCESC. Nordik. Riga 2002.
- Etnopolitika Latvijā un Igaunijā: No koncepcijas līdz integrācijas fondam. Pilsoniskā līdzdalība un integrācija. 2001. Newsletter of the Naturalization Board of Latvia
- The Latvian NATO Membership — A Goal Without Alternatives. Baltic security, NATO and EU, eds. Karoliina Honkanen and Tomas Ries. Occasional papers — No. 1. Atlantic Council of Finland. Helsinki 2001.
- Artis Pabriks (ed.) Elmārs Vēbers, Reinis Aboltiņš. Overcoming Alienation: Social Integration (In Latvian), NIMS, Rīga, 2001.
- Latvia: The Challenges of Change, Routledge, London, New York, 2001.
- The National programme for Latvian Language Training. Promotion of the Integration of Society 1996—2000. Impact Report. LVAVP, Riga. 2000.
- «The Latvian Revenge or the Russian Political Morals», in Baltic special issue, www.ce-review.org. 2000.
- 1999. debates par valodas likumu, LVAVP (The National Programme for Latvian Language Training) bulletin, LVAVP management unit, March, 1999.
- Co-author of the book Politika Latvijā (Politics in Latvia), Rasa ABC, Riga, 1999.
- «Keeping Course Towards the West», in (ed.Peter Rutland) The Challenge of Integration. Annual Survey of Eastern Europe and Former Soviet Union 1997. East West Institute. 1998.
- A Review of Latvia's Follow-up to the UN Global Conferences, UNDP, Riga, Latvia, 1998.
- Komunitarisma un Individualisma vertibu ietekme uz politiskas nacijas veidosanos Latvija, in (ed. E.Vebers) Pilsoniska Apzina, Macibu Apgads, Riga, Latvia, 1998.
- Co-author of the UNDP development report on Latvia, 1996. Contribution to the chapter on the ethnic situation in Latvia (1997).
- «The Impact of Values of Communitarianism and Individualism upon the Formation of a Political Nation in Latvia», in Latvian Human Rights Quarterly, No. 1., 1997.
- Comments on the political and human rights in Latvia, in Cilvektiesibu Zurnals, No 2., 1996.
- «Some Notes Regarding the Evolution of Nationalism», in The Transition Towards Democracy: Experience in Latvia and in the World, University of Latvia, 1994.
- «Citizenship and Rights of Minorities in Latvia», in Humanities and SocialSciences, Latvia, No 1(2), 1994.
- Review of the book Ethnopolitics and Transition to Democracy. The Collapse of the USSR and Latvia by Rasma Karklins (1996) in Nord Ost Archiv.
- Chapter on ethnic relations in the book Cilveks un Dzive sociologijas skatijuma, designed for high schools in Latvia, 1996.
- Nations, Nationalism, and Ethnic Policy, Department of Political Science, University of Aarhus, Denmark, 1995